# Eupelmus paraxestops
Eupelmus paraxestops är en stekelart som beskrevs av Perkins 1910. Eupelmus paraxestops ingår i släktet Eupelmus och familjen hoppglanssteklar. Inga underarter finns listade i Catalogue of Life.